# Микроаутомобил
Назив "микроаутомобили" се односи на најмању категорију аутомобила, већином несвакидашњих конструкција и облика, које треба разликовати од такозваних "градских аутомобила".
Мада су се веома мали и необични аутомобили појављивали од самог настанка аутомобилске индустрије, и у периоду између два рата су били познати као "цикломобили", микроаутомобили су свој процват доживели у периоду након Другог светског рата и он је трајао све до почетка седамдесетих година 20. века.
Концепт микроаутомобила је био веома раширен у Европи, а нарочито у Немачкој у годинама након рата. За ово су постојали снажни економски разлози. Становништво је у то време било слабе куповне моћи, гориво је било скупо, његове несташице честе, а истовремено је постојала велика потреба за индивидуалним превозним средствима.
Зато су многи произвођачи у складу са захтевима тржишта производили сићушне аутомобиле мале потрошње. То су били углавном двоседи, али је било и породичних, па и доставних возила. Неки од њих су били крајње несвакидашњег, па чак и бизарног изгледа у покушајима да буду што мањи, лакши и са што бољом аеродинамиком, као рецимо модели "Изете", "Интера", "Хајнкела" или "Месершмита", док су неки други, као "Гласов” Гогомобил или грчки "Димитриадис 505" нагињали ка конвенционалнијој конструкцији и дизајну.

## Дефиниција
Дефиниције микроаутомобила се значајно разликују у разним земљама. Како ова класификација обично има одређене предности у погледу трошкова регистрације и / или категорије возачке дозволе, микроаутомобили имају вишеструке рестрикције, почевши од радне запремине мотора.
Регистар необичних микроаутомобила у Уједињеном Краљевству каже да су то: "Економска возила са три или четири точка, које покрећу бензински мотори радне запремине не веће од 700 cm³ или електрични мотори са погоном на акумулаторске батерије, произведени након 1945".
"Музеј микроаутомобила Бруса Вајнера” енгл. The Bruce Weiner Microcar Museum који поседује највећу колекцију микроаутомобила на свету их дефинише као аутомобиле са "мотором до 700 cm³ или мање, и двоја врата или мање” док амерички "Клуб класичних микроаутомобила” енгл. Vintage Microcar Club каже само да су то "аутомобили радне запремине мотора до 1000 cm³".

## Опште одлике
Микроаутомобили углавном имају следеће особине:
- седишта само за возача и једног путника
- дужину мању од три метра
- малу тежину, углавном до 300 килограма
- мање од 2.400 литара унутрашње запремине
- једноцилиндрични мотор радне запремине од 49 до 600 cm³
- ваздушно хлађење мотора
- кочнице покретане сајлама на два или четири точка (што у већини земаља више није дозвољено).
- једноставно вешање
- само најосновније системе, склопове и опрему
- наплатке пречника 6 до 8 инча

Такође могу, али не морају имати и следеће особине:
- три точка
- недостатак брзине за ход уназад
- мењач који у свим степенима преноса омогућава ход унапред и уназад (као код Месершмита КР200)
- каросерију која се подиже уместо врата
- само једна врата са предње стране и помоћни излаз на крову
- погон на једном точку

## Законска класификација
На ниску цену вожње овако малог аутомобила, поред мале потрошње горива утиче и законска класификација по којој се возила са овако малим моторима третирају као мотоцикли приликом плаћања трошкова регистрације, пореза и осигурања.
У неким земљама се микроаутомобили до одређене максималне тежине сматрају мотоциклима, па за њих није потребна возачка дозвола категорије "Бе" за вожњу аутомобила (Аустрија, Француска, Немачка, Шпанија, Италија).

## Класични модели
Током две деценије златног доба ове врсте возила након Другог светског рата, настало је обиље модела, различитих по конструкцији, возним и техничиким карактеристикама, а изнад свега по изгледу. Међу најзначајније спадају:

### Изета
"Изета" (итал. Isetta) је италијански микроаутомобил, произвођен по лиценци у многим земљама, укључујући Шпанију, Белгију, Француску, Бразил, Немачку, и Уједињено Краљевство и ово је био је најуспешнији и најутицајнији микроаутомобил икада направљен.
Концепт је развијен у италијанској фабрици фрижидера "Изо" (итал. Iso SpA). Почетком педесетих, фирма је правила фрижидере, скутере и мала доставна возила на три точка. Власник фирме, Ренцо Риволта (итал. Renzo Rivolta), одлучио је да се посвети конструисању малог аутомобила за масовну производњу. До 1952, инжењери Ерменегилдо Прети (итал. Ermenegildo Preti) и Пјерлуиђи Раги (итал. Pierluigi Raggi) су око мотора из скутера конструисали мали аутомобил са мотором и назвали га "Изета" - деминутив од имена "Изо".
То је био двосед јајастог облика, са мотором и погоном на задњим точковима, двоструко већим растојањем точкова напред него позади и једним вратима спреда. Управљач се налазио на вратима и померао се са њима приликом отварања. Већина верзија је имала кров који се могао отворити. Ово није био никакав луксуз, већ неопходност, јер се из аутомобила није могло изаћи у случају чеоног судара, зато што би једина врата остала заглављена. У нашим крајевима "Изета" је остала упамћена као инвалидско возило, јер су инвалиди имали право да је купују у иностранству у време када увоза аутомобила практично није било.
Бе-Ем-Веова верзија "Изете" је 1955. постала први светски масовно произвођени аутомобил са потрошњом горива од 3 литра на 100 km. Била је најпродаванији једноцилиндрични аутомобил, са 161,728 продатих примерака.
Управа Бе-Ем-Веа, охрабрена великим успехом овог модела решава да понуди тржишту и четворосед заснован на "Изети". Модел је носио ознаку "600" и појавио се на тржишту 1957. Концепцијски се није битно разликовао од оригиналног модела, осим што му је повећано међуосовинско растојање како би примио два реда седишта за четири путника и измењено задње вешање, и што су му додата још једна врата са десне стране, како би се омогућио улазак на задње седиште. Због повећане величине и тежине, модел "600" је имао и много снажнији двоцилиндрични мотор од 582 cm³ са мотоцикла R67. Постизао је максималну брзину од 103 km/h.
Током две године, продато је само 34.000 примерака модела "600", делимично због тога што се налазио у истом рангу цене са основним моделом Фолксвагенове "бубе", а делимично и зато што је тржиште почело да се окреће конвенционалнијим аутомобилима.

### Гогомобил Т Седан
"Гогомобил Т седан" је модел микроаутомобила произвођеног у фабрици Глас у баварском граду Динголфингу након Другог светског рата.
То је био аутомобил конвенционалног изгледа са двоја врата и четири седишта. Мотор је био ваздушно хлађен, двотактни, двоцилиндрични, првобитно од 250 cm³, а касније доступан и са већим радним запреминама од 300 и 400 cm³. Поседовао је "Гетрагов" електрични преселективни мењач и мануелно квачило са двоструким мокрим диском. Мотор се налазио иза задње осовине. Вешање и спреда и позади је било независно са торзионим опругама и осцилирајућим раменима.
Производња овог модела са мањим изменама је трајала од 1955. до 1969. и за то време је продато 214.313 комада. "Т седан" је због ниске набавне цене, солидног квалитета израде, поузданости, практичности и једноставног и јефтиног одржавања био веома популарно превозно средство. Као такав, копиран је у Пољској у незнатно измењеној верзији под називом "Микрус". Микрус није лиценцни производ и развијен је методом обрнутог инжењеринга на основу примерка "Т седана".
Поред "седана", фабрика "Глас" је на платформи Гогомобила производила још и купее, камионете и комбије, а у Аустралији је на основу Гогомобилове шасије и механике лиценцно произвођен кабриолет по имену "Дарт" са монолитном пластичном каросеријом.

### Рилајант регал
Рилајант Регал је био троточкаш ултралаке конструкције, произвођен од 1953 до 1973 у фабрици "Рилајант мотор компани" (енгл. Reliant Motor Company) у Тамворту, Енглеска, као наследник претходног модела - "цикломобила" Рилајант Риџент. Са своја три точка је према важећим прописима категорисан као моторни трицикл и због мале тежине, од 394 до 445 килограма, у зависности од верзије, могао се возити са возачком дозволом категорије "А" за мотоцикле. Израђиван је у две верзије, као путничко и као лако комерцијално возило. Ова друга верзија је позната из телевизијске серије Мућке.
Прве верзије су имале алуминијумску каросерију монтирану на дрвени рам, који је носила шасија од челичних кутија и четвороцилиндрични линијски мотор из "Остина 7" са бочним вентилима, радне запремине 747 cm³. Упркос солидном комерцијалном успеху, фирма је непрекидно уводила иновације. Међу најзначајније спадају 1956. редизајнирана каросерија од стаклопластике, и даље на дрвеној носећој конструкцији. Од 1962. уводи се нова технологија каросерије, што омогућава избацивање дрвеног рама и монтирање каросерије директно на шасију, а годину дана касније "Рилајант" развија сопствени ултралаки мотор са вентилима у глави и блоком од легуре алуминијума, радне запремине 600 cm³. То је био и први британски линијски мотор од лаке легуре. Године 1969, у производњу се уводи и нови, снажнији мотор од 700 cm³ и 29,7 коњских снага.
За двадесет година, произведено је укупно око 105.000 примерака разних везија "Регала", што је изузетан успех, имајући у виду техничке и производне капацитете тадашње "Рилајантове" фабрике у Тамворту, у Стафордширу.

## Микроаутомобили у Србији

### Првенац - Давид Пајић "Дака”
Београдска фабрика Давид Пајић "Дака", позната по производњи и одржавању лифтова, 1958. године је произвела прототип микроаутомобила необичног имена "Првенац".
Аутомобил је био необичне конфигурације у којој је по један точак био постављен напред и позади а два у средини, а управљање се вршило помоћу свих точкова, што је давало велику покретљивост и могућност паралелног паркирања. Поседовао је два седишта, мотор радне запремине 250 кубика, дужину од три метра и круг заокрета од свега 3,5 m.
Никада није уврштен у серијску производњу.

### Домаћи микроаутомобил Поли 10
Године 1988, руководство фабрике "Полиестер" из Прибоја, склопило је са фирмом "Ерад" из града Дуе у Француској споразум о заједничкој производњи једног од "Ерадових" модела. Према споразуму, француска страна је обучавала радну снагу и дала лиценцу, а "Полиестер" је са кооперантима испоручивао делове за возила.
Модел је назван "поли 10". Покретао га је јапански мотор "кубота", снаге 7,6 киловата (10 коњских снага) просечне потрошње 2,3 до 3 литра дизела на 100 пређених километара и максималном брзином од 75 км на час. Имао је класичну каросерију од стаклопластике, био је дугачак 2,5 m, тежак 400 килограма, имао је троја врата, два седишта и за своју величину пристојан пртљажни простор.
Склопљено је укупно тридесет комада, који су продавани по цени од 3.900 немачких марака у динарској противвредности. Поређења ради, цена тадашњег "југа 55" била је око 10.000 марака. Након избијања рата у Југославији, производња је обустављена јер су многи кооперанти били у отцепљеним републикама, а ни увоз мотора више није био могућ. Средином деведесетих су вршена испитивања "полија 10" са једноцилиндричним дизел-моторима фабрике "ДМБ" из Раковице, али се од њих брзо одустало јер се мотор показао неподесним.

## Спољни извори
- The Bruce Weiner Microcar Museum
- 3wheelers.com
- Peel Microcars - homepage on Peel Microcars
- The Vintage Microcar Club
- The Micromaniacs microcar club - club for all enthusiasts